# جعفر النقدي
جعفر بن محمد بن عبد الله الرّبعي النَّقْدي (17 أبريل 1886 - 20 أكتوبر 1950) (14 رجب 1303 - 9 محرم 1370) رجل دين شيعي وأديب وشاعر وقاضي ومؤلف عراقي من أهل ميسان، واسمه الكامل جعفر بن محمد بن عبد الله بن محمد تقي بن الحسن بن الحسين بن علي التقي الربعي.
ولد ونشأ بمدينة العمارة - مركز محافظة ميسان- ثُمّ أرسله والده للدراسة في حوزة النجف، فقضى سنوات عديدة بالدراسة هناك وتتلمذ في الأصول عند محمد كاظم الخراساني، وفي الفقه عند محمد كاظم الطباطبائي اليزدي.
وقد جاءه في وقت لاحق وتحديداً سنة 1332 هـ - وهي سنة وفاة أبيه - وفدٌ من أهالي بلدته يدعونه للقدوم والإقامة عندهم وممارسة وظائفه الدينية هناك، فلبّى الدعوة حين ألزمه ذلك أساتذته من رجال الدين، وقام فيها بدور ديني واسع وأسس جامعاً لا يزال موجوداً ويُسمّى بإسمه. وكانت الحكومة في عهد الانتداب البريطاني على العراق تُكّلفه بملاحظة الدعاوى الشرعية، تولّى مهمة القضاء الشرعي سنوات عديدة.
وقد رشحته الحكومة للقضاء الشرعي، فامتنع في بادئ الأمر، لكنه قبل لاحقاً في سنة 1337 هـ بعد إلزام كبار رجال الدين ووجهاء البلد وقرارهم بعدم قبول غيره. واستمر في القضاء إلى سنة 1343 هـ، ونُقل إلى بغداد ثم إلى عضوية التمييز الشرعي الجعفري.

## مؤلّفاته
| - منن الرحمن في شرح قصيدة الفوز والأمان في مدح صاحب الزمان. شرحٌ على القصيدة المذكورة وهي للبهائي. - قطف الزهر في تراجم شعراء القرن الثالث عشر والرابع عشر. - مواهب الواهب في إيمان أبي طالب. ذكره عبد الحسين الأميني مؤلّف موسوعة الغدير في موسوعته، وكذلك في كتابه الآخر إيمان أبي طالب وامتدحه. - الأنوار العلوية والأسرار المرتضوية. هذا الكتاب مُؤلَّف في أحوال علي بن أبي طالب وما ورد من مرويّات الشيعة في فضائله وغزواته وبعض أشعاره وكلماته القصار، وقد قسّمه المؤلف على مقدمتين ومجالس وأبواب وفصول وخاتمة. - وسيلة النجاة في شرح الباقيات الصالحات. شرح على ديوان الباقيات الصالحات لعبد الباقي العمري. - الحجاب والسفور. - الإسلام والمرأة. - خزائن الدرر. يقع في ثلاث مجلدات. - إرشاد الطلاب إلى علم الإعراب. - تنزيه الإسلام. - نور الأنوار. كتابٌ في الأدعية انتخب محتواه من كتابه الآخر الأنوار القدسية وجعله مختصراً له. - ذخائر العقبى. | - تاريخ الكاظمين. - أباة الضيم في الإسلام. - الروض النضير في شعراء وعلماء القرن المتأخر والأخير. ذكره آغا بزرگ الطهراني في موضعين من الذريعة، وذكره مرّةً تحت عنوان رجال الشيخ جعفر النقدي. - ذخائر القيامة في النبوة والإمامة. - الحسام المصقول في نصرة ابن عم الرسول. - غرة الغرر في الأئمة الإثني عشر. - حياة زينب الكبرى. كتابٌ في حياة زينب بنت علي بن أبي طالب، وقد تُرجم إلى الفارسية بعنوان زندگانى زينب كبرى. - الدروس الأخلاقية. - عقد الدرر. أرجوزة في الحساب في مائة بيت. - الأنوار القدسية في التوجه إلى رب البرية. كتابٌ في الأدعية والأعمال العبادية. - ضبط التاريخ بالأحرف. كتابٌ في قواعد إنشاء التاريخ بحروف الجمل. - نزهة المحبين في فضائل أمير المؤمنين. يُسمّى هذا الكتاب أحياناً غزوات أمير المؤمنين علي بن أبي طالب أو الغزوات لاشتماله على معلومات حول الغزوات التي شارك فيها علي بن أبي طالب. |

وله شعر نشرت نماذج منه في «شعراء الغري» للخاقاني.

## وفاته
تُوفّي فجأة في الثامن أو التاسع من شهر محرم 1370 هـ في حسينية آل ياسين بمدينة الكاظمية، وُحملت جنازته ونُقلت إلى النجف حيث دُفن هناك بالصحن العلوي.

## وصلات خارجية
- من العالم الذي بكى يوم عاشوراء حتى الموت؟ - شبكة الشيعة اليوم